# Viva Daffy
Pour plus de détails, voir Fiche technique et Distribution.
Viva Daffy ou Salve d'honneur (Assault and Peppered) est un court métrage américain Merrie Melodies de 1965 réalisé par Robert McKimson, mettant en scène Speedy Gonzales contre Daffy Duck.